# ساوت ویرفیلد (ماساچوست)
ساوت ویرفیلد (به انگلیسی: South Deerfield) یک منطقهٔ مسکونی در ایالات متحده آمریکا است که در شهرستان فرانکلین، ماساچوست واقع شده‌است. ساوت ویرفیلد ۸٫۴ کیلومتر مربع مساحت و ۱٬۸۸۰ نفر جمعیت دارد و ۶۰ متر بالاتر از سطح دریا واقع شده‌است.